# 朱耀光
朱耀光（1935年12月—），男，汉族，广东顺德人，生于印度尼西亚雅加达，中华人民共和国海洋水产学家、政治人物。第八、九届全国政协委员。